# 372年
| 千纪： | 1千纪                                                                                           |
| 世纪： | 3世纪 \| 4世纪 \| 5世纪                                                                         |
| 年代： | 340年代 \| 350年代 \| 360年代 \| 370年代 \| 380年代 \| 390年代 \| 400年代                       |
| 年份： | 367年 \| 368年 \| 369年 \| 370年 \| 371年 \| 372年 \| 373年 \| 374年 \| 375年 \| 376年 \| 377年 |
| 纪年： | 壬申年（猴年）；东晋咸安二年；前凉升平十六年、咸安二年；代国建国三十五年；前秦建元八年          |

## 大事记
- 庾希在京口（今江蘇鎮江）舉兵討伐桓溫，桓溫則派東海內史周少孫討伐，庾希終失敗被殺。
- 高句麗小獸林王立佛教為高句麗國教，並建立儒家思想教育機構「太學」以教育貴族子弟。
- 姚秦苻堅派遣使節以及沙門順道法師贈送佛像和佛經給高句麗，佛教傳入朝鮮半島。
- 9月12日——晉簡文帝司馬昱立兒子司馬昌明為太子，司馬道子為琅邪王，領會稽內史，同日在東堂去世，立詔以桓溫倣效諸葛亮和王導輔政。。

## 出生
- 裴松之

## 逝世
- 庾希——東晉中書監庾冰之子，官至北中郎將、徐、兗二州刺史。
- 9月12日——晉簡文帝司馬昱，晉元帝司馬睿的少子，晉朝的第12代皇帝，東晉的第8代皇帝。